# Garbh Sgeir
Garbh Sgeir (del gaélico escocés, que significa "arrecife áspero") es una roca próxima al islote de Oigh-Sgeir, en el archipiélago de las Small Isles, en Escocia.
La roca alberga una numerosa colonia de aves marinas, y está protegida por la Scottish Natural Heritage.
Existe también otro pequeño islote llamado Garbh Sgeir ubicado a 400 m al este del extremo meridional de Eigg, cerca de Eilean Chathastail.